# 광흥
광흥(光興)은 중국 전조(前趙) 소무제(昭武帝)의 첫 번째 연호이다. 310년 7월에서 311년 5월까지 11개월 동안 사용하였다.
같은 시기에 사용된 다른 연호로는 서진(西晉)에서 사용한 영가(永嘉 : 307년 ~ 313년), 성한(成漢)에서 사용한 안평(晏平 : 306년 ~ 310년), 옥형(玉衡 : 310년 ~ 334년)이 있다.

## 개원
하서(河瑞) 2년 7월 24일(310년 9월 4일)에 광흥(光興)으로 개원함.

## 연대대조표
| 광흥                | 원년           | 2년             |
| 서력                | 310년          | 311년           |
| 육십간지 (六十干支) | 경오(庚午)     | 신미(辛未)      |
| 서진 (西晉)         | 영가(永嘉) 4년 | 5년             |
| 성한 (成漢)         | 안평(晏平) 5년 | 옥형(玉衡) 원년 |

## 같이 보기
- 중국의 연호